# Duets (album, Elton John)
Duets je čtyřiadvacáté studiové album anglického zpěváka Eltona Johna, vydané v listopadu 1993. Vyšlo v několika formátech: na CD, audiokazetě a dvojLP. Na albu se nachází šestnáct Johnových duetů s jinými zpěváky (například Little Richard, Chris Rea či Leonard Cohen). Podílelo se na něm více producentů, mezi něž patří například Chris Thomas, Don Was a Giorgio Moroder.

## Seznam skladeb
| Pořadí | Název                                                | Autor                               | Host             | Délka |
| ------ | ---------------------------------------------------- | ----------------------------------- | ---------------- | ----- |
| 1.     | Teardrops                                            | Zeriiya Zekkariyas                  | k.d. lang        | 4:55  |
| 2.     | When I Think About Love (I Think About You)          | Attrell Cordes                      | P. M. Dawn       | 4:34  |
| 3.     | The Power                                            | Elton John, Bernie Taupin           | Little Richard   | 6:25  |
| 4.     | Shakey Ground                                        | Jeffrey Bowen, Al Boyd, Eddie Hazel | Don Henley       | 3:51  |
| 5.     | True Love                                            | Cole Porter                         | Kiki Dee         | 3:34  |
| 6.     | If You Were Me                                       | Chris Rea                           | Chris Rea        | 4:26  |
| 7.     | A Woman's Needs                                      | John, Taupin                        | Tammy Wynette    | 5:18  |
| 8.     | Don't Let the Sun Go Down on Me (koncertní nahrávka) | John, Taupin                        | George Michael   | 5:46  |
| 9.     | Old Friend                                           | Nik Kershaw                         | Nik Kershaw      | 4:15  |
| 10.    | Go on and On                                         | Stevie Wonder                       | Gladys Knight    | 5:50  |
| 11.    | Don't Go Breaking My Heart                           | Carte Blanche, Ann Orson            | RuPaul           | 5:00  |
| 12.    | Ain't Nothing Like the Real Thing                    | Nickolas Ashford, Valerie Simpson   | Marcella Detroit | 3:36  |
| 13.    | I'm Your Puppet                                      | Spooner Oldham, Dan Penn            | Paul Young       | 3:36  |
| 14.    | Love Letters                                         | Edward Heyman, Victor Young         | Bonnie Raitt     | 4:01  |
| 15.    | Born to Lose                                         | Frankie Brown, Ted Daffan           | Leonard Cohen    | 4:33  |
| 16.    | Duets for One                                        | John, Chris Difford                 |                  | 4:52  |

## Obsazení
- Elton John – klavír, klávesy, zpěv
- Guy Babylon – klávesy
- Eddie Bayers – bicí
- Louis Biancaniello – syntezátory, aranžmá, klávesy, programování
- Curt Bisquera – bicí
- Martin Bliss – kytara
- Kimberly Brewer – doprovodné vokály
- Johnny Britt – doprovodné vokály
- Ray Brown – baskytara
- Kelli Bruce – doprovodné vokály
- Robbie Buchanan – klávesy, programování
- Kathy Burdick – doprovodné vokály
- Chris Cameron – klávesy
- Linda Campbell McCrary – doprovodné vokály
- David Campbell – aranžmá, dirigent
- Bill Churchfield – žestě
- David Clayton – klávesy
- Leonard Cohen – zpěv
- Marcella Detroit – zpěv
- Danny Jacob – kytara
- Nik Kershaw – různé nástroje
- Bill Reichenbach Jr. – pozoun
- Michael Rhodes – baskytara
- Claytoven Richardson – doprovodné vokály
- John „J.R.“ Robinson – bicí
- RuPaul – zpěv
- Corrado Rustici – mandolína
- Chuck Sabo – bicí
- Thomas Schobel – programování
- Beverley Skeete – doprovodné vokály
- Greg Smith – žestě
- Phil Spalding – baskytara
- Neil Stubenhaus – baskytara
- Mark Taylor – klávesy
- Michael Thodes – baskytara
- Mike Thompson – kytara
- Lee Thornburg – pozoun, trubka, aranžmá
- Matthew Vaughan – programování
- Narada Michael Walden – aranžmá
- Fred Washington – baskytara
- Freddie „Ready Freddie“ Washington – baskytara
- Marietta Waters – doprovodné vokály
- Greg Wells – varhany
- Precious Wilson – doprovodné vokály
- Stevie Wonder – aranžmá, programování, doprovodné vokály, různé n ástroje
- Tammy Wynette – zpěv
- Paul Young – zpěv